# 马特里切
马特里切（義大利語：Matrice），是意大利坎波巴索省的一个市镇。总面积20平方公里，人口1083人，人口密度54.2人/平方公里（2009年）。ISTAT代码为070037。